# 백승현 (배우)
백승현(白承弦 1975년  3월 1일 ~ )은 대한민국의 배우이다. 중앙대학교 연극영화학과를 졸업하고, 2000년 SBS 9기 공채 탤런트로 데뷔하였다.

## 학력
- 양정고등학교 졸업
- 중앙대학교 예술대학 연극학과 학사
- 고려대학교 미디어대학원 영상엔터테인먼트 석사
- 고려대학교 언론대학원 언론학과 전공

## 출연 작품

### 드라마
JTBC 《옥씨부인전》 (2024) … 백남기 역
tvN 《슈룹》 (2022) … 이조판서 역 
tvN 《멘탈코치 제갈길》 (2022) 
tvN 《화양연화 - 삶이 꽃이 되는 순간》 (2020) ... 형사 역
JTBC 《이태원 클라쓰》 (2020) ... 새로이 담임 역
SBS  《친애하는 판사님께》 (2018) ... 변호사 역
OCN 《작은 신의 아이들》 (2018) ... 택시 남자 역
SBS 《키스 먼저 할까요》 (2018) ... 수의사 역
SBS 《원티드》 (2016) ... 최필규 역
SBS 《대박》 (2016) ... 장희재 역
SBS 《그래, 그런거야》 (2016) ... 권동철 쉐프 역
SBS 《비밀의 문》 (2014) ... 신치운 역
SBS 《사랑만 할래》 (2014) ... 이영철 역
SBS 《너희들은 포위됐다》 (2014) ... 송석원 역
MBC 《빛나는 로맨스》 (2013 ~ 2014) ... 미스터 공 역
SBS 《세 번 결혼하는 여자》 (2013 ~ 2014) ... 점집 남자 역
SBS 《상속자들》 (2013) ... 정비서 역
SBS 《수상한 가정부》 (2013) ... 김과장 역
SBS 《주군의 태양》 (2013) ... 지상우 역
SBS 《대풍수》 (2012 ~ 2013) ... 정도전 역
SBS 《다섯 손가락》 (2012) ... 검사 역
SBS 《유령》 (2012) ... 강응진 역
SBS 《내 인생의 단비》 (2012) ... 권형석 역
SBS 《미쓰 아줌마》 (2011) ... 나상재 역
SBS 《내사랑 내곁에》 (2011) ... 마중기 역
SBS 《내게 거짓말을 해봐》 (2011) ... 공아정 맞선남 역
SBS 《시티헌터》 (2011) ... 박호식 역
SBS 《마이더스》 (2011) ... 안창수 역
SBS 《싸인》 (2011) ... 이철원 역
SBS 《여자를 몰라》 (2010) ... 김진우 역
SBS 《검사 프린세스》 (2010) ... 김동석 역 (특별출연)
SBS 《인생은 아름다워》 (2010)
SBS 《망설이지마》 (2010)
tvN 《미세스타운 - 남편이 죽었다》 (2009 ~ 2010)
SBS 《크리스마스에 눈이 올까요?》 (2009 ~ 2010)
SBS 《찬란한 유산》 (2009) ... 이준형 점장 역
SBS 《카인과 아벨》 (2009) ... 최치수 역
SBS 《압록강은 흐른다》 (2008) ... 20대 원식 역
SBS 《일지매》 (2008)
SBS 《조강지처클럽》 (2007 ~ 2008) ... 정신과 의사 역
SBS 《황금신부》 (2007 ~ 2008)
SBS 《외과의사 봉달희》 (2007) ... 김현빈 역
SBS 《연개소문》 (2006 ~ 2007) ... 문무왕 역
KBS 《황금사과》 (2005 ~ 2006) ... 상택 역
SBS 《들꽃》 (2005 ~ 2006) ... 허재기 역
MBC 《90일, 사랑할 시간》 (2006) ... 아랫집 주인 역
SBS 《온리 유》 (2005) ... 부주방장 역
SBS 《토지》 (2004 ~ 2005) ... 돌이 역
SBS 《폭풍 속으로》 (2004)
SBS 《청혼》 (2004)
SBS 《흥부네 박터졌네》 (2003)
SBS 《이브의 화원》 (2003) ... 기자 역
SBS 《올인》 (2003) ... 양시봉 역
SBS 《엄마의 노래》 (2002)
SBS 《유리구두》 (2002)
SBS 《지금은 연애중》 (2002)
SBS 《화려한 시절》 (2001 ~ 2002) ... 이대식 역
SBS 《피아노》 (2001 ~ 2002)
SBS 《이 부부가 사는 법》 (2001)
SBS 《엄마를 찾습니다》 (2001)
SBS 《신화》 (2001)
SBS 《아버지와 아들》 (2001)
SBS 《그래도 사랑해》 (2001)
SBS 《순자》 (2001)
SBS 《여자만세》 (2000)
SBS 《줄리엣의 남자》 (2000)
SBS 《경찰특공대》 (2000)
SBS 《사랑과 이별》 (2000)
SBS 《팝콘》 (2000)
SBS 《좋아 좋아》 (2000) ... 유현덕 역
SBS 《덕이》 (2000)
SBS 《카이스트》 (2000)
SBS 《달콤한 신부》 (2000)

### 영화
- 《보안관》 (2017) ... 조종철 역
- 《청야》 (2013) ... 홍강식 역
- 《좋은날》 (2012) ... 주인공 역
- 《누가 해변에서 함부로 불꽃놀이를 하는가》 (2008) ... 아버지 역
- 《루미큐브와 돈키호테》 (2007) ... 명철 역
- 《졸업 Kiss to the Last Paradise》 (2006)
- 《키다리 아저씨》 (2005) ... 형준 친구 1 역
- 《어깨동무》 (2004) ... 병찬 역
- 《남성의 증명》 (2004) ... 인규 역

## 수상 내역
- 2007년 - 제3회 대한민국 대학영화제 남우주연상
- 2009년 - SBS 연기대상 드라마스페셜부문 남자 조연상
- 2012년 - 제49회 대종상 단편 영화제 남자연기자상